# جوستاف الثقيلة

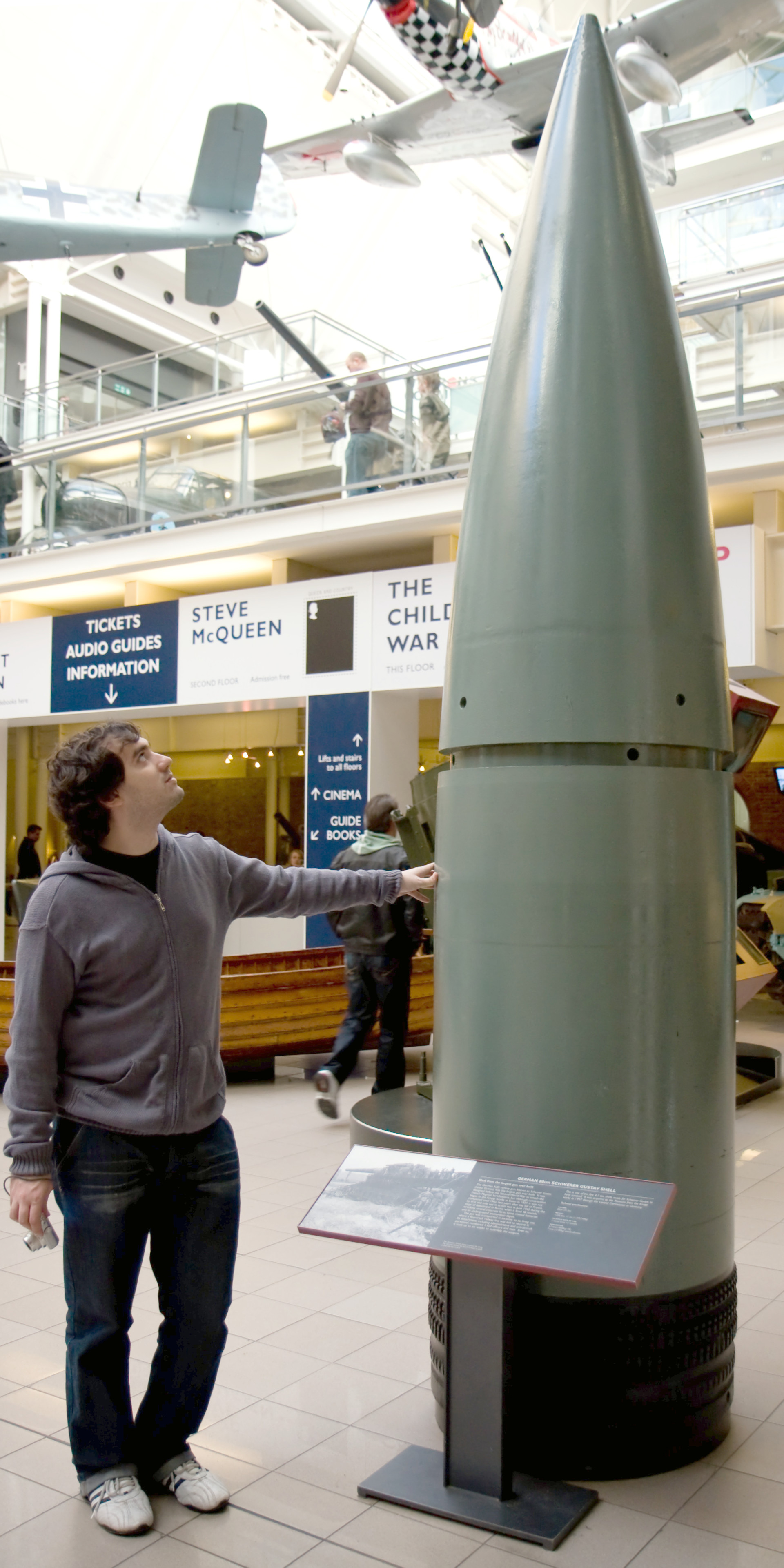
قذيفة جوستاف 800 ملم في متحف الحرب الإمبراطوري، لندن

جوستاف الثقيلة (بالألمانية: Schwerer Gustav) مدفع ثقيل ألماني الصنع، مثبت على سكة حديدية خاصة، تم صناعة نسختين عملاقين منه فقط في ألمانيا النازية خلال الحرب العالمية الثانية لهدف رئيسي واحد، وهو تحطيم القلعة الرئيسية الحصينة في تحصينات خط ماجينو الفرنسية والتي أوقفت تقدم القوات النازية تجاه الأراضي الفرنسية، ولكي تحقق هذا الهدف توجب على صانعي هذه الدبابات جعلها قادرة على إطلاق ذخيرة قادرة على اختراق 7 أمتار من الخرسانة المسلحة أو متر كامل من الفولاذ المضاد للمدفعية وكل ذلك من دون الدخول ضمن مجال المدفعية الفرنسية وبالفعل تطلق دبابة ""جوستاف الثقيلة"" ذخيرتها بفاعلية، حيث يمكنها إطلاق قذائف يصل وزن الواحدة إلى 7 أطنان إلى مدى يقارب الـ 45 كلم وهو مدى أبعد من المجال المدفعي الفرنسي. أما بالنسبة للمواصفات الخارقة لتلك الدبابات فإن وزن الدبابة الواحدة يصل لـ 1350 طنا وكان طول الدبابة الواحدة يصل إلى 47 مترا وبارتفاع يقارب الـ 12 مترا “ارتفاع مبنى بـ 4 طوابق”.

## أرقام تاريخية

رسم توضيحي يقارن بين حجم جوستاف النازية الثقيلة وحجم كحجم الدبابة السوفياتية (الجعل إس إس-21 _ SS-21 Scarab)

تعتبر جوستاف الثقيلة أضخم سلاح مدفعية ودبابات استخدم على الإطلاق، وكانت فترة استعمال هذا السلاح 13 يوما فقط، وأطلقت خلال خدمتها 48 قذيفة فقط لتدمر الحاجز الفرنسي بالكامل، بينما أطلقت خلال فترة تجربتها 250 قذيفة، وكانت تحتاج إلى 250 شخصا لتجميعها في 3 أيام، بالإضافة إلى 2500 شخص ليقوموا بوضع المسار الحديدي الذي ستسير عليه، بالإضافة إلى كتيبتين من الجنود لحمايتها.لم تشارك هذه الدبابات العملاقة في معارك أخرى، فقد تم نقلها على حدود مدينة لينينغراد الروسية لتشارك في المعارك هناك، لكن المعركة ألغيت وبقيت هذه الأسلحة الثقيلة هناك لسنتين، ثم أعيد تفكيكها وإرجاعها لقاعدتها إلى أن قام الجيش النازي بتدميرها عام 1945 كي لا يستولي عليها الجيشين الروسي والأمريكي عند سقوط ألمانيا النازية وانتهاء الحرب.